# Palais Ephrussi

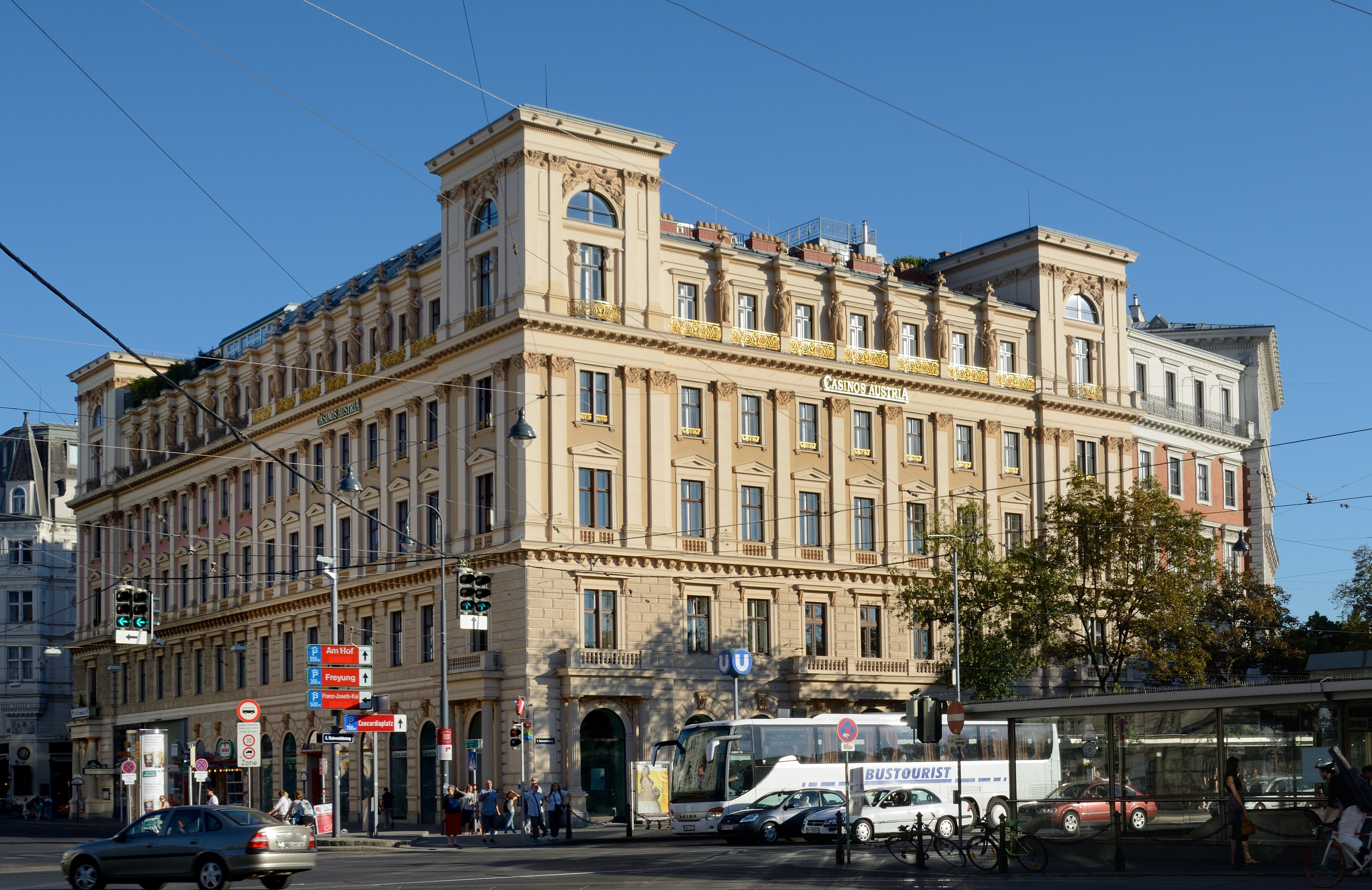
Le palais Ephrussi sur le Ring.

Le palais Ephrussi est un palais urbain de style néo-Renaissance construit à la fin du XIXe siècle sur le Ring de Vienne (Autriche) pour le compte de la famille Ephrussi. Il est l'œuvre de Theophil Hansen et la décoration intérieure a été effectuée par le peintre Christian Griepenkerl. 
Le palais se situe près du Schottenstift dans le 1er arrondissement (Innere Stadt). Il fait face à l'université de Vienne et au siège historique du Credit Anstalt-Bankverein. Un peu plus au nord-ouest, se dresse la façade néogothique de l'église votive.
Le bâtiment haut de cinq étages a été réalisé dans le style historique du Gründerzeit en 1872-1873, dans le cadre de l'extension du Ring sur le tracé de l'ancienne enceinte de Vienne. Le commanditaire est Ignaz von Ephrussi (1829-1899), banquier et collectionneur d'art, qui tenait à ce que le palais dispose d'une surface de commerce au rez-de-chaussée, tandis que les pièces résidentielles de sa famille sont situées au bel étage. Le grand architecte Theophil Hansen (1813-1891), d'origine danoise, a également conçu les plans du bâtiment du Parlement autrichien, du Musikverein, de la Bourse de Vienne et du Heinrichshof.
Après l’Anschluss d'Autriche au Troisième Reich en 1938, le palais est « aryanisé » et utilisé par le bureau Rosenberg. Les membres de la famille Ephrussi ont été contraints de fuir pour sauver leur vie. Bien que le bâtiment fut restitué à Elisabeth de Waal, née Ephrussi (1899-1991) en 1950, presque tout le mobilier et des œuvres d'art inestimables furent définitivement perdus. L'histoire de cet édifice est relatée par l'auteur britannique Edmund de Waal, petit-fils d'Elisabeth de Waal.